# Amenaza black box
Amenaza black box es una película española e italiana dirigida por Marcello Ciorciolini, acreditado con el seudónimo de James Harris, y estrenada en el año 1969.

## Argumento
Un avión norteamericano explota en el aire. Todo apunta a un sabotaje, dado que llevaba a bordo un valioso equipo científico en el cual están interesados unos agentes extranjeros. John Grant es el héroe encargado de recuperar ese equipo o, si eso es imposible, destruirlo. Pero para ello deberá hacer frente a los agentes extranjeros dispuestos a recuperarlo a su vez e impedir su destrucción.